# Yukarısülmenli, Arguvan
Yukarısülmenli là một xã thuộc huyện Arguvan, tỉnh Malatya, Thổ Nhĩ Kỳ. Dân số thời điểm năm 2011 là 167 người.